# Thomas Tøxen (Køge)
 For alternative betydninger, se Thomas Tøxen. (Se også artikler, som begynder med Thomas Tøxen)
Thomas Tøxen (30. november 1766 – 2. maj 1845), var købmand i Køge.
Thomas Tøxen var søn af købmand i Køge, Peder Tøxen (1728-1791), og hustru Karen (1744-1804).
I 1799 blev han gift med Cecilie født Pedersen (1764-1832), en datter af kirurg, stadslæge og læge ved Vallø Stift, Adolph Pedersen, og hustru Sidsel Feddersen. De bosatte sig på Brogade; men forblev barnløse. Som enkemand flyttede han siden til Køge Torv. 
Han var velhavende, men personligt særdeles sparsommelig, mens han skænkede betydelige beløb til formål i Køge. Blandt de i testamentet begunstigede var dels Køges skolevæsen, som anvendte renterne af kapitalen som grundlag for at etablere en skole, Tøxens Skole, dels Køge Kirke, som fik et nyt orgel.
Han ligger med sin hustru begravet ved Køge Kirkes sydside.